# Grande Mosquée de Touggourt
La Grande Mosquée de Touggourt (en arabe : مسجد تقرت الكبير) est une mosquée située à Touggourt en Algérie.